# Berlanga de Duero
Berlanga de Duero – gmina w Hiszpanii, w prowincji Soria, w Kastylii i León, o powierzchni 220,18 km². W 2011 roku gmina liczyła 981 mieszkańców.